# Joost Gadiot
Joseph Guillaum Alphons Paul Marie (Joost) Gadiot (Gronsveld, 13 september 1954 – Rotterdam, 11 maart 2002) was een Nederlands graficus, schilder en galeriehouder.

## Leven en werk
Joost Gadiot was de jongste zoon van architect Paul J.M. Gadiot (1912-1987) en kunstenares Phonse van Daalen (1924-2017). Hij werd opgeleid aan de Stadsacademie in Maastricht en werd leraar aan de huishoudschool in Stein. Als kunstenaar maakte Gadiot pentekeningen, etsen en olieverfschilderijen. Hij exposeerde onder meer in Galerie Abtswoude in Delft (1978, 1986), in het Eurohotel in Leeuwarden (1980) en Galerie Anoesjka in Kockengen (1983), een aantal keren samen met zijn moeder.
In mei 1978 opende Joost Gadiot zijn eerste galerie, de 'Galerie l'Orangerie', in de oranjerie van het kasteel van Gronsveld, waar hij met zijn ouders woonde. Naast werk van zichzelf, toonde hij werk van onder anderen Ineke van Dijk (1979) en Carel Willink (1980) en organiseerde hij beeldententoonstellingen in het kasteelpark. Het televisieprogramma Van Gewest tot Gewest bracht in 1979 een van de tentoonstellingen in beeld. In 1981 sloot de galerij, omdat Gadiot geen subsidie kreeg. Hij beheerde vervolgens 'Galerie Gadiot' aan de Grote Gracht in Maastricht. In 1988 opende hij de galerie en beeldentuin 'Keerder Kunstkamer' in Cadier en Keer. In 1994 selecteerde hij zeventien Limburgse kunstenaars voor een reizende tentoonstelling naar het Metropolitan Art Space Tokyo en het Museum of Modern Art in Kawasaki in Japan. In 2001 zette Gadiot zijn galerie in Rotterdam voort, opnieuw onder de naam 'Galerie Gadiot'. Hij overleed het jaar erop, op 47-jarige leeftijd. Hij werd begraven op de Algemene Begraafplaats Tongerseweg in Maastricht.

## Enkele werken
- ca. 450 tekeningen voor het Woordenboek van het Gronsvelds Dialekt (1979), van Gilles Jaspars.

Publicaties
- Joost Gadiot (1987) Phonse van Daalen : een leven in brons. Cadier en Keer: Keerder Kunstkamer.
- Joost Gadiot (1994) Phonse van Daalen 70 jaar. Cadier en Keer: Keerder Kunstkamer.

- RKD-Nederlands Instituut voor Kunstgeschiedenis: 29902